# ايلاص بيبو
ايلاص بيبو (بالألمانية: Ihlas Bebou)‏ (23 أبريل 1994 توغو - ) هو لاعب كرة قدم ألماني، يلعب كلاعب وسط، شارك في كأس الأمم الأفريقية 2017.

## روابط خارجية
- ايلاص بيبو على موقع الاتحاد الأوربي (الإنجليزية)
- ايلاص بيبو على موقع قاعدة بيانات كرة القدم.إي يو (الإنجليزية)
- ايلاص بيبو على موقع بيانات كرة القدم. دي إي (الألمانية)
- ايلاص بيبو على موقع ناشيونال فوتبول تيمز (الإنجليزية)
- ايلاص بيبو على موقع Soccerway.com (الإنجليزية)
- ايلاص بيبو على موقع عالم كرة القدم.نت (الإنجليزية)